# Сависалонсаари
Сависалонсаари (карел. Savisalonsaari — «Остров глинистого леса») — небольшой остров в Ладожском озере. Относится к группе Западных Ладожских шхер. Входит в состав Лахденпохского района Карелии, Россия.
Длина 1,5 км, ширина 0,9 км.
Остров расположен на востоке от полуострова Калксало и южнее острова Кярпясенсари. Вытянут с северо-запада на юго-восток. Наивысшая точка — 69 м в центре. Весь покрыт лесами.